# 1952 en science
| Années de la science : 1949 - 1950 - 1951 - 1952 - 1953 - 1954 - 1955    |
| Décennies de la science : 1920 - 1930 - 1940 - 1950 - 1960 - 1970 - 1980 |

Cet article présente les faits marquants de l'année 1952 en science.

## Évènements
- 25 mars : début du projet Blue Book de l'US Air Force. Dirigée par le capitaine Edward J. Ruppelt, cette commission est chargée d'étudier le phénomène des OVNI jusqu'au |}[1].
- 22 mai : découverte en Dordogne de la grotte de Saint-Cirq, une grotte ornée datant du Magdalénien[2].

- 8-18 août : deuxième campagne d'exploration du gouffre de la Pierre-Saint-Martin par treize spéléologues (Max Cosyns, Jacques Labeyrie, Haroun Tazieff, Norbert Casteret). Marcel Loubens y trouve la mort[3].

- 19 octobre - 23 décembre : parti de Las Palmas (îles Canaries), Alain Bombard arrive à la Barbade dans un canot pneumatique, n’ayant emporté ni vivres ni eau[4].

- 23 novembre : découverte des grottes de Cougnac, grottes ornées du paléolithique, par Lucien Gouloumes, René Borne, Jean Mazet, Roger, Maurice Boudet et Alphonse Sauvant dans le Lot[5].

### Sciences physiques
- 30 janvier : Robert Burns Woodward, Geoffrey Wilkinson, et Ernst Otto Fischer découvrent la structure du ferrocène, une des premières découvertes qui marque le début de la chimie organométallique[6].
- 22 avril : explosion au Nevada à 900 m d’altitude de la plus puissante bombe atomique jamais construite, retransmis en direct par la télévision[7].

- 1er juillet : inauguration d’un accélérateur de particules type Van de Graaf au centre d’étude nucléaires de Saclay par le secretaire d'État Félix Gaillard[8].
- 15 août : Donald A. Glaser décrit son invention de la chambre à bulles, un détecteur de particules, dans un article publié dans la Physical Review[9].

- 4-13 septembre : assemblée générale de l'Union astronomique internationale à Rome[10].

- 3 octobre : opération Hurricane, explosion de la première bombe atomique britannique à Montebello en Australie[11].
- 4 octobre : choix du canton de Genève, à Meyrin, en Suisse, pour l'implantation du CERN lors de la session tenue à Amsterdam[12].

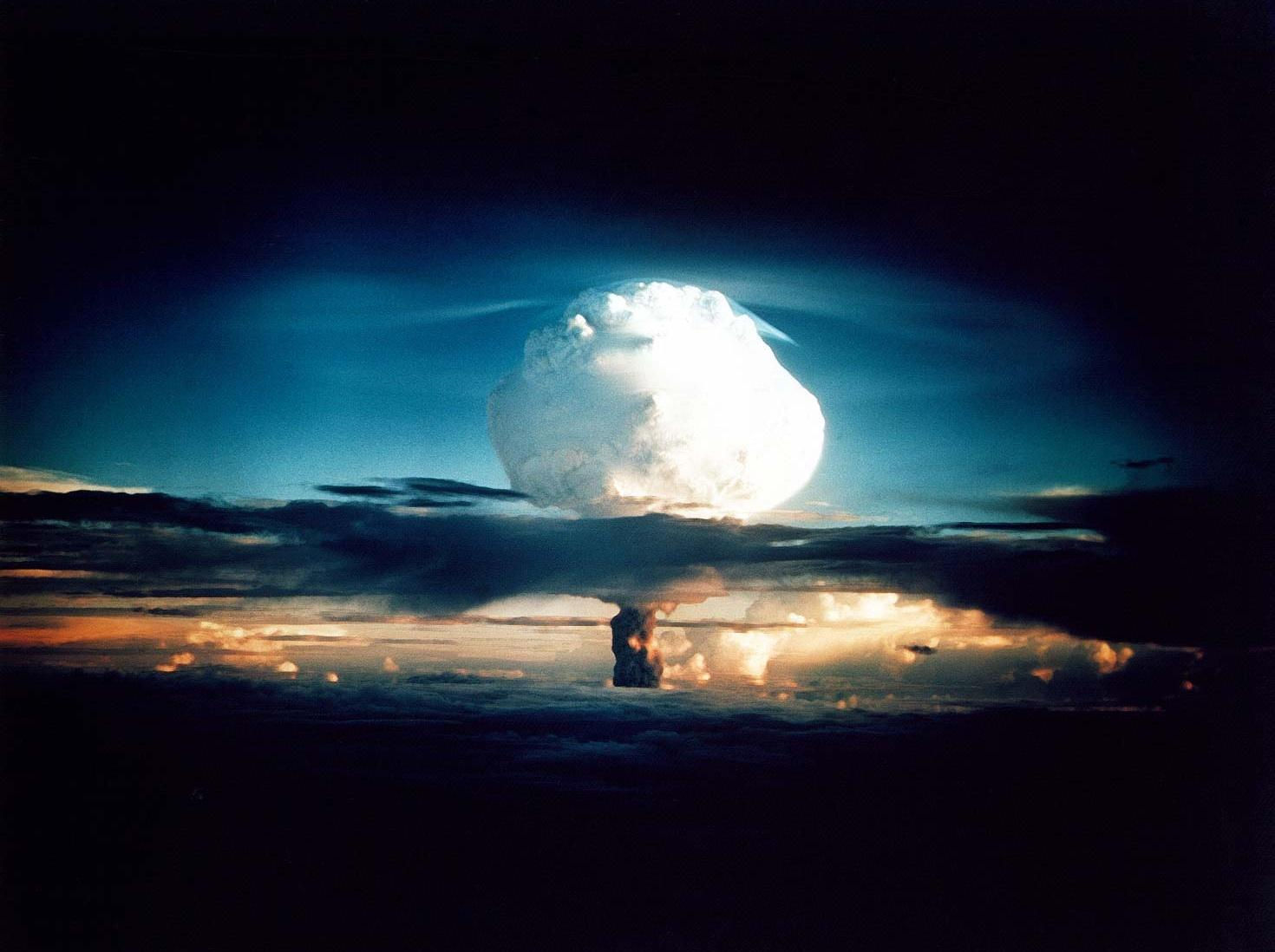
Explosion de Ivy Mike, la première bombe H testée le 31 octobre 1952.

- 31 octobre - 1er novembre (temps local) : explosion de la première bombe à hydrogène américaine sur l'attol Eniwetok, une des îles des Marshall lors de l'opération Ivy[11]. Albert Ghiorso et son équipe de l'Université de Californie à Berkeley découvrent le Fermium (Fm), élément chimique de numéro atomique 100 dans les retombées de l'explosion[13].

- Décembre : Albert Ghiorso et son équipe de l'Université de Californie à Berkeley découvrent l'Einsteinium (Es), élément chimique de numéro atomique 99[13].

- Les scientifiques russes L. V. Radushkevich et V. M. Lukyanovich publient des images claires de nanotubes de carbone dans le Russian Journal of Physical Chemistry [14].

### Sciences de la vie
- Janvier : le biologiste américain Gregory Pincus annonce que la progestérone, une hormone de synthèse, imbibe l'ovulation des lapines. Il met au point la première pilule contraceptive en 1956 en la combinant avec des œstrogènes[15].

- 1er mars : Les biochimistes britannique Jack Gross et Rosalind Pitt-Rivers publient leur découverte de l'hormone thyroïdienne triiodothyronine[16].
- 18 mars : première lentille artificielle placée chez un patient atteint de cataracte par le docteur Warren Snyder Reese à Philadelphie[17].

- 24 avril et 6 mai  : première ablation réussie de l’hypophyse par les Suédois Herbert Olivecrona (en) et Rolf Luft (de)[18].

- 28 avril : Alan Lloyd Hodgkin et Andrew Huxley publient leur théorie du potentiel d'action à partir de leurs résultats expérimentaux effectués sur l'axone géant de calamar (Loligo pealei)[19],[20],[21],[22],[23],[24],[25].
- 1er mai : Alfred Hershey et Martha Chase démontrent que l'ADN est le support de l'hérédité des virus bactériophages dans un article publié dans The Journal of General Physiology (en)[26].
- 2 mai : la chimiste britannique Rosalind Franklin et le doctorant Raymond Gosling réalisent au King's College de Londres une photographie d'une fibre d'ADN par cristallographie aux rayons X[27]. Rosalind Franklin en tire la conclusion que l'ADN est une hélice double d'un diamètre de 2 nm et avec des arêtes de phosphates de sucre à l'extérieur de l'hélice, se basant sur des études de diffraction des rayons X[28]. Elle suppose que les deux arêtes de phosphates de sucre ont une relation spéciale entre eux.
- Mai : le premier clonage réussit obtenu en transplantant des noyaux d'embryons de la grenouille léopard dans des œufs énucléés est annoncé par les biologistes Américains du développement Robert Briggs (en) et Thomas Joseph King (en) dans un article publiée dans la revue Proceedings of the National Academy of Sciences[29].

- 14 août : Alan Turing publie « The chemical basis of morphogenesis » dans les Philosophical Transactions of the Royal Society, un article dans lequel il propose un modèle mathématique de la morphogénèse[30].

- 1er septembre : Frederick Sanger et E. O. P. Thompson complètent leur analyse chromatographique de la séquence des aminoacides de l'insuline dans un article publié dans le Biochemical Journal[31].

- 11 septembre : première transplantation d’une valvule cardiaque en plastique au centre médical de l’université de Georgetown à Washington[32].

- 25 décembre : première greffe du rein du professeur Jean Hamburger sur Marius Renard à l’hôpital Necker de Paris. Le malade survit jusqu’au 27 janvier 1953[33].

### Technologie
- 25 janvier : General Motors lance la première voiture équipée de phares à deux intensités[34].
- 21 mai : IBM annonce la sortie de son modèle IBM 701, son premier ordinateur[35].
- 7 octobre : les étudiants américains Norman Joseph Woodland et Bernard Silver obtiennent le premier brevet concernant le code-barres[36].
- 29 décembre : mise sur le marché du premier appareil transistorisé pour malentendants[37].

## Prix
- Prix Nobel

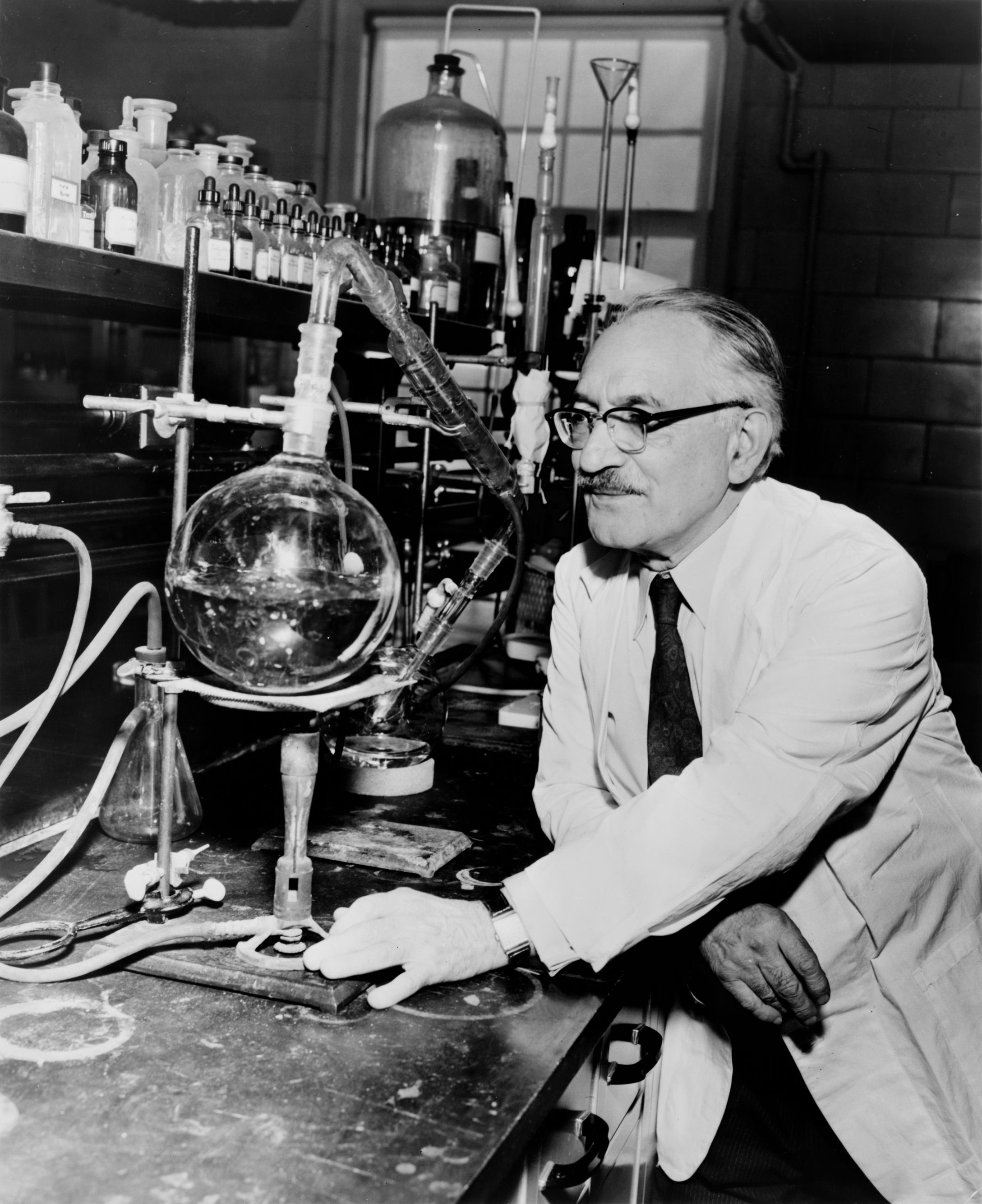
Selman Waksman.

  - Physique : Félix Bloch, Edward Mills Purcell (mesure du magnétisme nucléaire)
  - Chimie : Archer John Porter Martin, Richard Laurence Millington Synge (britanniques) (chromophotographie).
  - Physiologie ou médecine : Selman Waksman (Américain né en Ukraine) (streptomycine).

- Prix Lasker
  - Prix Albert-Lasker pour la recherche médicale fondamentale : Frank Macfarlane Burnet
  - Prix Albert-Lasker pour la recherche médicale clinique : Conrad Elvehjem, Frederick Sumner McKay (de), Henry Trendley Dean (en)

- Médailles de la Royal Society
  - Médaille Buchanan : Rickard Christophers (en)
  - Médaille Copley : Paul Dirac
  - Médaille Darwin : John Burdon Sanderson Haldane
  - Médaille Davy : Alexander Robertson
  - Médaille Hughes : Philip Dee
  - Médaille royale : Frederic Bartlett, Christopher Kelk Ingold
  - Médaille Rumford : Frits Zernike
  - Médaille Sylvester : Abram Samoilovitch Besicovitch

- Médailles de la Geological Society of London
  - Médaille Lyell : Alfred Kingsley Wells (d)
  - Médaille Murchison : William James Pugh (en)
  - Médaille Wollaston : Herbert Harold Read

- Prix Jules-Janssen (astronomie) : Frederick John Marrian Stratton (en)
- Médaille Bruce (Astronomie) : Subrahmanyan Chandrasekhar
- Médaille Linnéenne : Isaac Henry Burkill

## Naissances

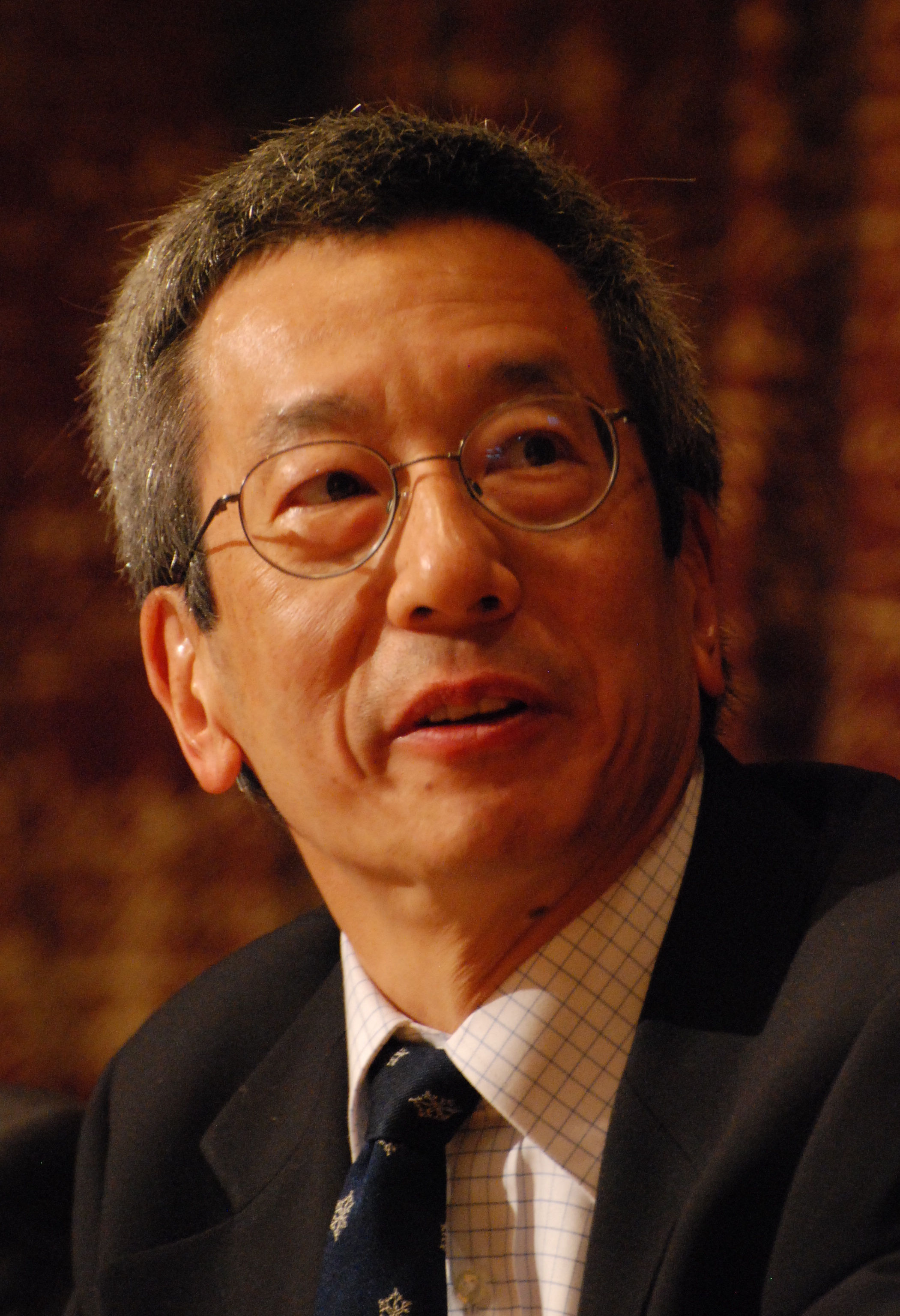
Roger Tsien.

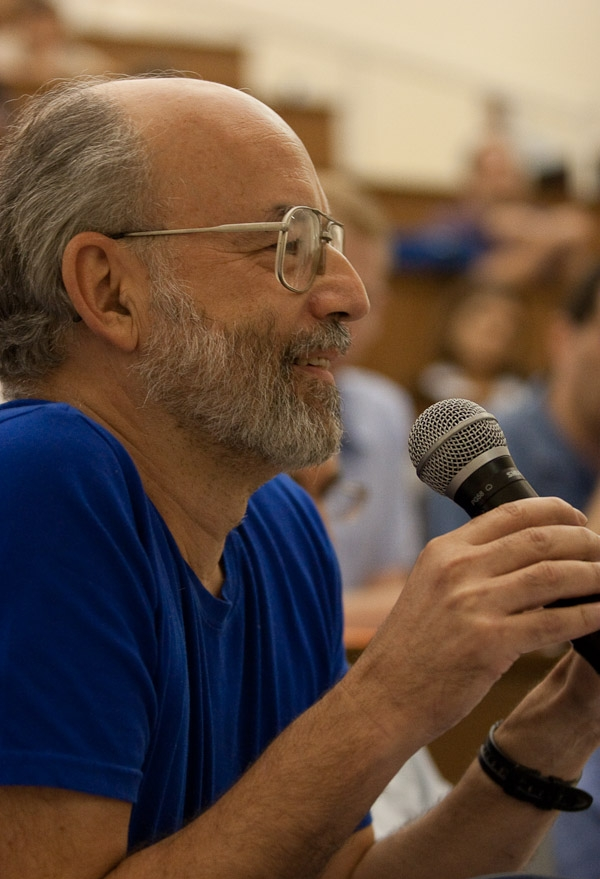
Adi Shamir.

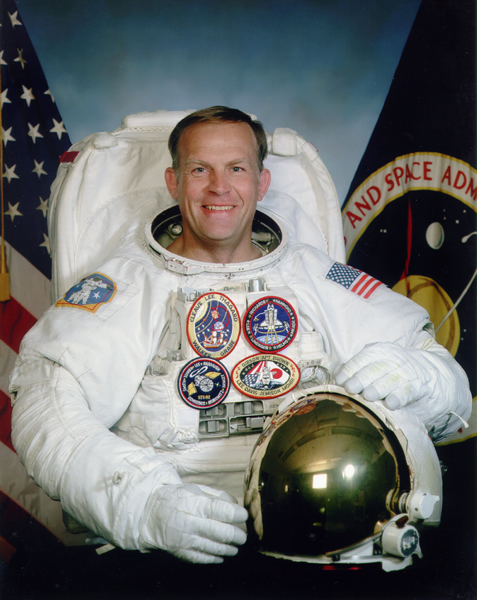
Mark Charles Lee.

- 8 janvier : Peter McCullagh, statisticien irlandais.
- 16 janvier : L. Blaine Hammond, astronaute américain.
- 22 janvier : Aloys Wobben (mort en 2021), entrepreneur et ingénieur en électronique allemand.

- 1er février : Roger Tsien, biochimiste américain, prix Nobel de chimie en 2008.
- 2 février : Ralph Merkle, cryptographe américain et chercheur en nanotechnologie.
- 19 février : Rodolfo Neri Vela, spationaute mexicain.
- 22 février : James P. Bagian, astronaute américain.

- 8 mars : Vladimir Vassioutine (mort en 2002), cosmonaute soviétique.
- 16 mars : 
  - Philippe Kahn, innovateur en technologie, et entrepreneur américain d'origine française.
  - Edward N. Zalta, philosophe et logicien américain.
- 21 avril : Cristian S. Calude, mathématicien et informaticien roumain et néo-zélandais.
- 4 mai : Terence Lyons, mathématicien britannique.
- 6 mai : Chiaki Mukai, spationaute japonaise.
- 8 mai : Charles Camarda, astronaute américain.
- 14 mai : Donald R. McMonagle, astronaute américain.

- 24 juin : Jean-Yves Empereur, archéologue français.
- 29 juin : Jean-Paul Delahaye, informaticien et mathématicien français.

- 2 juillet : Linda M. Godwin, astronaute américaine.
- 5 juillet : Terence T. Henricks, astronaute américain.
- 6 juillet : Adi Shamir, cryptologue israélien, l'un des trois inventeurs du système RSA.
- 15 juillet : Ann Dowling, chercheuse britannique en génie mécanique et en aéroacoustique

- 3 août : Janusz Filipiak (mort en 2023), informaticien et entrepreneur polonais.
- 12 août : Françoise Combes, astrophysicienne française.
- 14 août : Mark Charles Lee, astronaute américain.
- 17 août :
  - Thomas J. Hennen, astronaute américain.
  - Kathryn C. Thornton, astronaute américaine.
- 23 août : Klaus-Dietrich Flade, spationaute allemand.

- 9 septembre : Lee M.E. Morin, astronaute américain.
- 13 septembre : Mark Davis, informaticien américain.
- 27 septembre : Dumitru Prunariu, spationaute roumain.

- 2 octobre :
  - Saleemul Huq (mort en 2023), botaniste bangladais, spécialiste des questions climatiques.
  - Nicholas Manton, mathématicien et physicien mathématique britannique.
- 7 octobre : Donald Machholz, astronome amateur américain.
- 13 octobre : Michael R. Clifford, astronaute américain.
- 25 octobre : Wendy Hall, mathématicienne et informaticienne britannique.
- 29 octobre : Valeri Ivanovitch Tokarev, cosmonaute soviétique.

- 2 novembre : Carissa Etienne  (morte en 2023), médecin de santé publique dominicaine.
- 8 novembre : Maura Tombelli, astronome italienne.
- 9 novembre : Jack Szostak, biologiste moléculaire américain, prix Nobel de physiologie ou médecine en 2009.
- 23 novembre : Yoshiaki Ōshima, astronome japonais.
- 24 novembre : Detlef Franke (mort en 2007), égyptologue et auteur allemand.

- 18 décembre :  Radia Perlman, concepteur de logiciels et ingénieur réseau parfois américaine.

- Alice Agogino, ingénieure mécanique américaine.
- Masaru Arai, astronome japonais.
- Hervé Arribart, physicien, chimiste et professeur français.
- Yoshiaki Banno (mort en 1991), astronome japonais.
- Rohini Godbole (morte en 2024), physicienne indienne.
- Masahiro Koishikawa, astronome japonais.
- Jorge Nocedal, mathématicien appliqué et informaticien mexicain.
- Yin Yin Nwe, géologue birmane.
- Edith Stern, inventrice et mathématicienne américaine.
- Seiji Ueda, astronome japonais.

## Décès

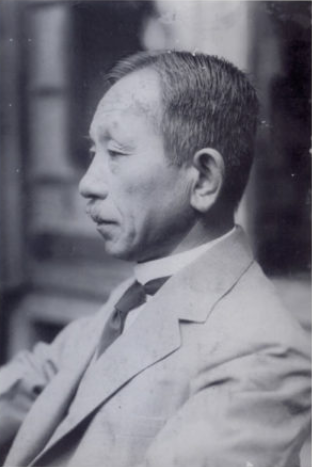
Sunao Tawara.

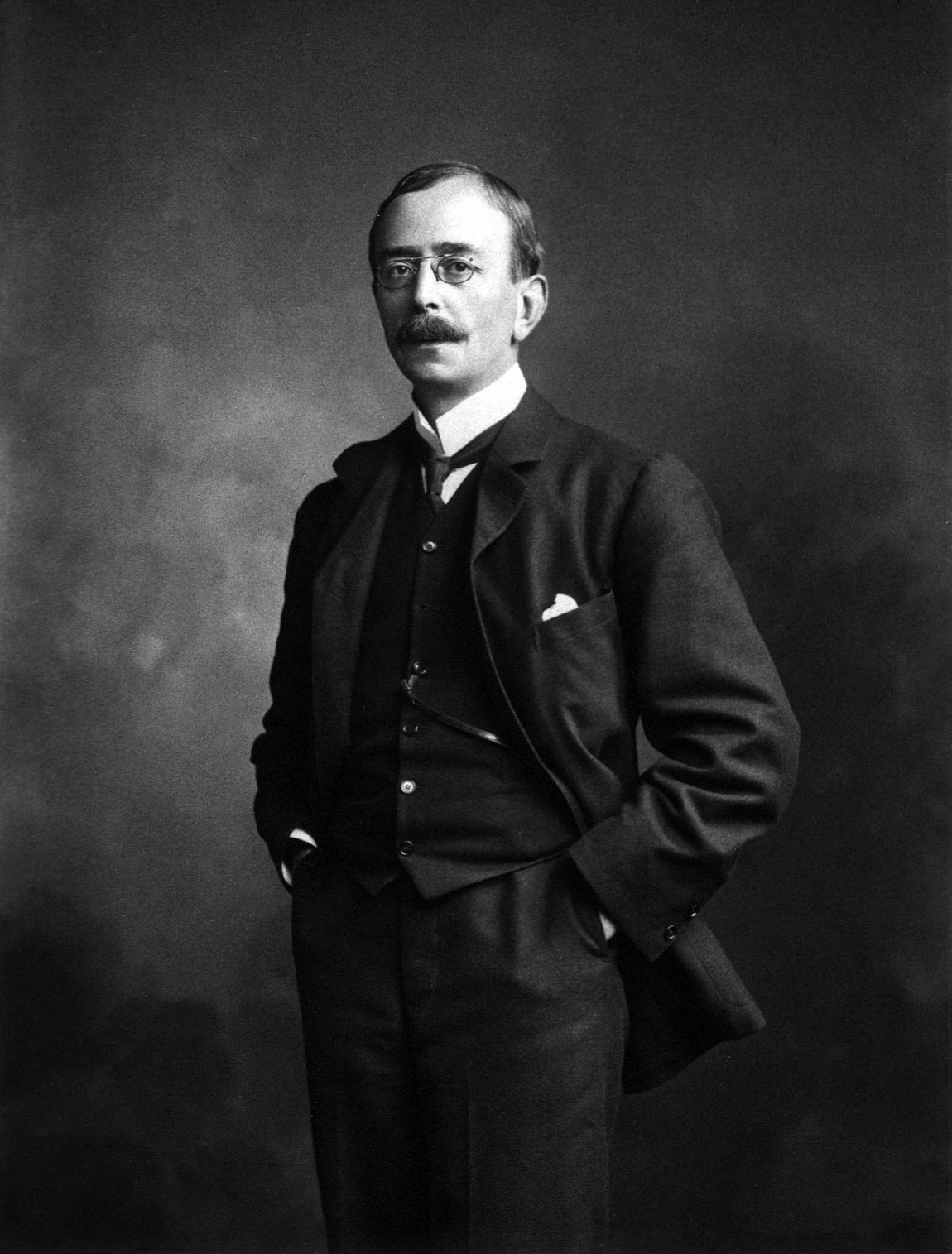
Charles Scott Sherrington.

- 8 janvier : Antonia Maury (née en 1866), astronome américaine.
- 19 janvier : Sunao Tawara (né en 1873), physiologiste japonais.

- 10 février : Edward Hugh Hebern (né en 1869), cryptologue américain, inventeur de la première machine électromécanique de chiffrement basée sur un système de rotors, la machine de Hebern.

- 5 mars : Charles Scott Sherrington (né en 1857), neurophysiologiste et bactériologiste britannique, prix Nobel de physiologie ou médecine en 1932.

- 2 avril : Bernard Lyot (né en 1897), astronome français.
- 8 avril : Tadeusz Estreicher (né en 1871), chimiste, historien et chercheur en cryogénie polonais.
- 15 avril : Émile Baraize (né en 1874), égyptologue français.

- 8 mai : Gabriel Millet (né en 1867), archéologue et historien français.
- 15 juin : Vladimir Aleksandrovich Albitzky (né en 1891), astronome russe.

- 4 ou 5 août : Jack Drummond (né en 1891), biochimiste britannique.
- 19 octobre : Edward Sheriff Curtis (né en 1868), photographe et ethnologue américain.

- 5 septembre : Hermann Stieve (né en 1886), anatomiste et histologiste allemand, connu pour ses recherches sur les effets du stress sur le cycle menstruel en utilisant consciemment pour ses recherches des corps de prisonniers politiques exécutés par le Parti Nazi.

- 2 novembre : Chaim Weizmann (né en 1874), chimiste britannique puis israélien, premier président d'Israël.
- 5 novembre : Nicolae Coculescu (né en 1866), mathématicien et astronome roumain.

- 4 décembre : Gilbert Dennison Harris (né en 1864), géologue américain.
- 12 décembre : Bedrich Hrozny (né en 1879), scientifique, archéologue et linguiste tchécoslovaque.
- 18 décembre : Ernst Stromer (né en 1870), paléontologue allemand.